# Frontière entre la bande de Gaza et Israël
La frontière entre la bande de Gaza et Israël est la frontière séparant la bande de Gaza, territoire palestinien, d'Israël. De fait de la situation diplomatique complexe entre la bande de Gaza, Israël et l'Égypte toute proche, cette frontière est fortement contrôlée et fortifiée. Seuls trois points de passage existent : les postes-frontières d'Erez, de Karni et de Kerem Shalom.[réf. nécessaire]